# Na karuzeli życia
Na karuzeli życia (ang. Wonder Wheel) – amerykański film dramatyczny z 2017 roku w reżyserii Woody’ego Allena, wyprodukowany przez wytwórnię Amazon Studios. Główne role w filmie zagrali Kate Winslet, Jim Belushi, Juno Temple i Justin Timberlake.
Premiera filmu odbyła się 14 października 2017 podczas New York Film Festival. Dwa miesiące później, 1 grudnia, obraz trafił do kin na terenie Stanów Zjednoczonych w dniu 82. urodzin Woody’ego Allena.
Zdjęcia do filmu kręcono w Nowym Jorku.

## Fabuła
Akcja filmu rozgrywa się w latach 50. XX wieku w Stanach Zjednoczonych. Na Coney Island – półwyspie w nowojorskiej dzielnicy Brooklyn mieszka była aktorka Ginny (Kate Winslet). Sfrustrowana kobieta pracuje jako kelnerka w podrzędnej knajpie. W domu czekają na nią mąż Humpty (Jim Belushi) – operator karuzeli w wesołym miasteczku oraz synek ze skłonnościami piromańskimi. Nieszczęśliwa Ginny znajduje ukojenie w ramionach niedoszłego poety Mickeya Rubina (Justin Timberlake), który pracuje jako ratownik na jednej z pobliskich plaż. Pewnego dnia na Coney Island zjawia się córka Humpty’ego z pierwszego małżeństwa, Carolina (Juno Temple). Chce się ukryć przed ludźmi swojego męża gangstera, który wydał na nią wyrok śmierci za to, że za dużo powiedziała policji. Carolina zakochuje się w ratowniku, stając się rywalką macochy.

## Obsada
- Kate Winslet jako Ginny
- Justin Timberlake jako Mickey Rubin
- Juno Temple jako Carolina
- Jim Belushi jako Humpty
- Jack Gore jako Richie
- Debi Mazar jako gość na przyjęciu urodzinowym
- Tony Sirico jako Angelo
- Steve Schirripa jako Nick
- Max Casella jako Ryan
- David Krumholtz jako Jake

## Odbiór
Film Na karuzeli życia spotkał się z mieszanymi recenzjami od krytyków. Agregujący recenzje filmowe serwis Rotten Tomatoes, w oparciu o czterdzieści pięć omówień, okazał obrazowi 40-procentowe wsparcie (średnia ocena wyniosła 5,7 na 10). Na portalu Metacritic średnia ocen z 18 recenzji wyniosła 49 punktów na 100.

### Nagrody i nominacje
| Rok  | Miejsce    | Nagroda    | Kategoria                  | Odbiorcy i nominowani | Wynik     |
| ---- | ---------- | ---------- | -------------------------- | --------------------- | --------- |
| 2017 | Camerimage | Złota Żaba | Udział w konkursie głównym | Vittorio Storaro      | nominacja |